# Rinaldo Nocentini
Rinaldo Nocentini (ur. 25 września 1977 w Montevarchi) – włoski kolarz szosowy, zawodnik profesjonalnej grupy Ag2r-La Mondiale.
Największym sukcesem kolarza jest żółta koszulka lidera Tour de France (2009), zdobyta po siódmym, górskim etapie do Andory.

## Najważniejsze osiągnięcia
- 1995
  -  3. miejsce w mistrzostwach świata (do lat 23, start wspólny)
- 1998
  -  2. miejsce w mistrzostwach świata (do lat 23, start wspólny)
- 1999
  - 1. miejsce na 9. i 10. etapie Tour de Langkawi
- 2003
  - 1. miejsce w Giro di Toscana
- 2004
  - 1. miejsce na 5. etapie Tour de Pologne
- 2005
  - 1. miejsce w Subida al Naranco
- 2006
  - 1. miejsce w Giro dell’Appennino
  - 1. miejsce w Giro del Veneto
  - 1. miejsce w Coppa Placci
- 2007
- 1. miejsce w GP Miguel Indurain
  - 1. miejsce na 4. etapie Tour Méditerranéen
- 2008
  - 1. miejsce w Grand Prix di Lugano
  - 2. miejsce w Paryż-Nicea
  - 2. miejsce w Tour du Haut Var
- 2009
  - 1. miejsce na 7. etapie Tour of California
  - 14. miejsce w Tour de France
    -  koszulka lidera przez osiem etapów (po 7. etapie)
- 2010
  - 1. miejsce w Tour Méditerranéen
  - 1. miejsce w Tour du Haut Var
- 2012
  - 4. miejsce w Tirreno-Adriático
- 2013 
  - 3. miejsce w Gran Premio Città di Camaiore
  - 3. miejsce w Strade Bianche
  - 10. miejsce w La Flèche Wallonne
- 2014
  - 2. miejsce w Mediolan-Turyn